# Raneb

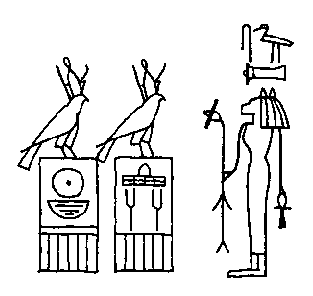
Serechy Hotepsechemueje a Nebrea před nejstarším známým vyobrazením Bastet

Raneb (alternativní čtení Horova jména tohoto krále je Nebre, mnohem pozdější Turínský královský papyrus jej uvádí pod jménem Kakau) řecky Kaiéchos byl druhý panovník 2. dynastie ve starověkém Egyptě v Archaické době.
Podle Manehta zavedl kult některých posvátných zvířat, zejména býka Hapiho v Mennoferu a kozla v Džedetu, nicméně podle Palermské desky lze klást počátek uctívání Hapiho nejpozději do doby krále Dena z 1. dynastie, zatímco kozel jako podoba boha Banebdžedeta uctívaného v Džedetu je doložen nejdříve od přelomu konce Nové říše a počátku Třetí přechodné doby.

## Hrobka
Podle převládajícího mínění badatelů se Ranebova hrobka nacházela v Sakkáře. Její podzemní chodby byly objeveny pod místem, kde se dnes nachází zádušní chrám pyramidového komplexu panovníka Venise. Tato hrobka je také považována za hrobku jeho předchůdce Hotepsechemueje ovšem byly v ní nalezeny některé pečetní válečky se jménem Raneba. Buď je tam Raneb zanechal při pohřbu svého zemřelého předchůdce, nebo tuto hrobku, která měla patřit Hotepsechemuejovi, možná sám uzurpoval. V této hrobce byly nalezeny pečetní válečky se jménem Perneba, kněze boha Sopdu, který je popisován jako syn krále. Pokud tato hrobka patřila Ranebovi, Perneb mohl být jeho synem.